# Coenotephria ignipennis
Coenotephria ignipennis là một loài bướm đêm trong họ Geometridae.